# Hypsiboas multifasciatus
Hypsiboas multifasciatus és una espècie de granota que viu al Brasil, la Guaiana Francesa, Guyana, Surinam i Veneçuela.